# Sydlig storsvala
Sydlig storsvala (Progne elegans) är en sydamerikansk fågel i familjen svalor inom ordningen tättingar.

## Utseende
Sydlig storsvala är en som namnet avslöjar stor svala med spetsiga vingar och något kluven stjärt. Hanen är djupt purpurglänsande, medan honan också är mörk men brunaktig och svagt fjällig under. Jämfört med liknande blå storsvala och gråbröstad storsvala saknar honan ljusare buk, medan hanen är i stort sett identisk med blå storsvala.

## Utbredning och systematik
Fågeln häckar i Bolivia, Uruguay och Argentina och flyttar vintertid mot norr till Colombia. Tillfälligt har den påträffats i USA. Den behandlas som monotypisk, det vill säga att den inte delas in i några underarter. Arten har hybridiserat med gråbröstad storsvala (P. chalybea) och genetiska studier visar att sydliga populationer av denna står närmare sydlig stormsvala än nordliga populationer.

## Status och hot
Arten har ett stort utbredningsområde och det finns inga tecken på vare sig några substantiella hot eller att populationen minskar. Utifrån dessa kriterier kategoriserar IUCN arten som livskraftig (LC).